# Championnat d'Azerbaïdjan de football 2001-2002
Navigation
Saison précédente Saison suivante
La saison 2001-2002 du Championnat d'Azerbaïdjan de football était la 11e édition de la première division en Azerbaïdjan. Appelée Top League, elle regroupe 12 clubs azéris regroupés en une poule unique où les équipes s'affrontent deux fois, à domicile et à l'extérieur. À la fin de cette première phase, les 6 premiers jouent une poule pour le titre tandis que les 6 derniers disputent la poule de relégation. Les 2 derniers de cette poule sont relégués en deuxième division et remplacés par les 2 meilleurs clubs de ce championnat.
Le FK Shamkir, tenant du trophée, remporte le 3e titre de champion d'Azerbaïdjan de son histoire en terminant en tête de la poule pour le titre, avec 7 points d'avance sur le FK Neftchi Bakou et 15 sur le FK Qarabag Agdam. Le FK Shamkir perd l'occasion de réussir le doublé après une finale de Coupe d'Azerbaïdjan rocambolesque face au Neftchi Bakou : alors que le score était de 0-0, un pénalty sifflé à la 84e minute a provoqué la sortie du terrain des joueurs du FK Shamkir, furieux de la décision arbitrale. Ce forfait a donné la victoire au Neftchi.
L'un des promus, Araz Nahchivan n'est pas autorisé à participer au championnat pour non-paiement des droits de participation à la compétition; ils sont remplacés par un autre club de D2, le FK Shahdag-Samur Qusar. Le club de Vilyash Masall déclare forfait après la première journée, il est finalement remplacé par l'Araz Nahchivan, qui abandonnera lui aussi la compétition à l'issue de la première phase.

## Les 12 clubs participants
| - FK Neftchi Bakou - Vilyash Masall (remplacé après la 1re journée par l'Araz Nakhitchevan) - PFK Turan Tovuz - FK Gandja - FK Qarabag Agdam - FK Shamkir | - MOIK Bakou - Promu de D2 - Tefekkur University Bakou - Promu de D2 - FK Bakou - Shafa Bakou - Khazar University Bakou - FK Shahdag-Samur Qusar - Promu de D2 |

## Compétition
Le barème de points servant à établir tous les classements se décompose ainsi :
- Victoire : 3 points
- Match nul : 1 point
- Défaite : 0 point

### Première phase
| Rang | Équipe                      | Pts | J  | G  | N | P  | Bp | Bc | Diff |
| ---- | --------------------------- | --- | -- | -- | - | -- | -- | -- | ---- |
| 1    | FK Shamkir T                | 50  | 22 | 15 | 5 | 2  | 54 | 14 | +40  |
| 2    | Shafa Bakou                 | 44  | 22 | 13 | 5 | 4  | 40 | 13 | +27  |
| 3    | FK Neftchi Bakou            | 44  | 22 | 13 | 5 | 4  | 34 | 7  | +27  |
| 4    | FK Qarabag Agdam            | 40  | 22 | 13 | 1 | 8  | 40 | 26 | +14  |
| 5    | FK Gandja                   | 38  | 22 | 12 | 2 | 8  | 39 | 31 | +8   |
| 6    | Khazar University Bakou     | 36  | 22 | 11 | 3 | 8  | 33 | 24 | +9   |
| 7    | PFK Turan Tovuz             | 35  | 22 | 10 | 5 | 7  | 28 | 26 | +2   |
| 8    | Araz Nakhitchevan           | 24  | 22 | 6  | 6 | 10 | 25 | 43 | -18  |
| 9    | Tefekkur University Bakou P | 22  | 22 | 6  | 4 | 12 | 23 | 47 | -24  |
| 10   | FK Shahdag-Samur Qusar P    | 20  | 22 | 5  | 5 | 12 | 16 | 39 | -23  |
| 11   | MOIK Bakou P                | 15  | 22 | 4  | 3 | 15 | 15 | 37 | -22  |
| 12   | FK Bakou                    | 4   | 22 | 0  | 4 | 18 | 9  | 49 | -40  |

|  | Participation à la poule pour le titre                                               |
|  | Participation à la poule de relégation                                               |
|  | T Tenant du titre C Vainqueur de la Coupe d'Azerbaïdjan P Promu de deuxième division |

- L'Araz Nahcivan abandonne la compétition et est relégué directement en deuxième division.

### Seconde phase

#### Poule pour le titre
| Rang | Équipe                  | Pts | J  | G | N | P | Bp | Bc | Diff |
| ---- | ----------------------- | --- | -- | - | - | - | -- | -- | ---- |
| 1    | FK Shamkir T            | 26  | 10 | 8 | 2 | 0 | 26 | 6  | +20  |
| 2    | PFK Neftchi Bakou C     | 19  | 10 | 5 | 4 | 1 | 12 | 4  | +8   |
| 3    | FK Qarabag Agdam        | 11  | 10 | 3 | 2 | 5 | 10 | 18 | -8   |
| 4    | Khazar University Bakou | 9   | 10 | 2 | 3 | 5 | 17 | 18 | -1   |
| 5    | FK Gandja               | 9   | 10 | 2 | 3 | 5 | 12 | 19 | -7   |
| 6    | Shafa Bakou             | 5   | 10 | 1 | 2 | 7 | 1  | 19 | -18  |

|  | Champion d'Azerbaïdjan 2002-2003                        |
|  | T Tenant du titre C Vainqueur de la Coupe d'Azerbaïdjan |

- Il n'y aura aucun club d'Azerbaïdjan en coupe d'Europe la saison prochaine par suite de la décision de l'UEFA d'exclure les clubs à cause de la grande instabilité du football azéri.

#### Poule de relégation
| Rang | Équipe                      | Pts | J | G | N | P | Bp | Bc | Diff |
| ---- | --------------------------- | --- | - | - | - | - | -- | -- | ---- |
| 7    | MOIK Bakou P                | 19  | 8 | 6 | 1 | 1 | 15 | 6  | +9   |
| 8    | FK Shahdag-Samur Qusar P    | 18  | 8 | 6 | 0 | 2 | 18 | 8  | +10  |
| 9    | PFK Turan Tovuz             | 14  | 8 | 4 | 2 | 2 | 12 | 9  | +3   |
| 10   | Tefekkur University Bakou P | 7   | 8 | 2 | 1 | 5 | 9  | 18 | -9   |
| 11   | FK Bakou                    | 0   | 8 | 0 | 0 | 8 | 8  | 21 | -13  |

|  | Relégation en deuxième division |
|  | P Promu de deuxième division    |

## Bilan de la saison
| Championnat d'Azerbaïdjan de football 2001-2002 |                       |
| Champion                                        | FK Shamkir (3e titre) |
| Coupes et trophées                              |                       |
| Vainqueur de la Coupe d'Azerbaïdjan 2001-2002   | FK Neftchi Bakou      |
| Promotions et relégations                       |                       |
| Promus en Top League                            | Lokomotiv Imisli      |
| Promus en Top League                            | Khazar Sumgayit       |
| Relégués en First League                        | FK Bakou              |
| Relégués en First League                        | Araz Nahchivan        |